# Conseil des ministres

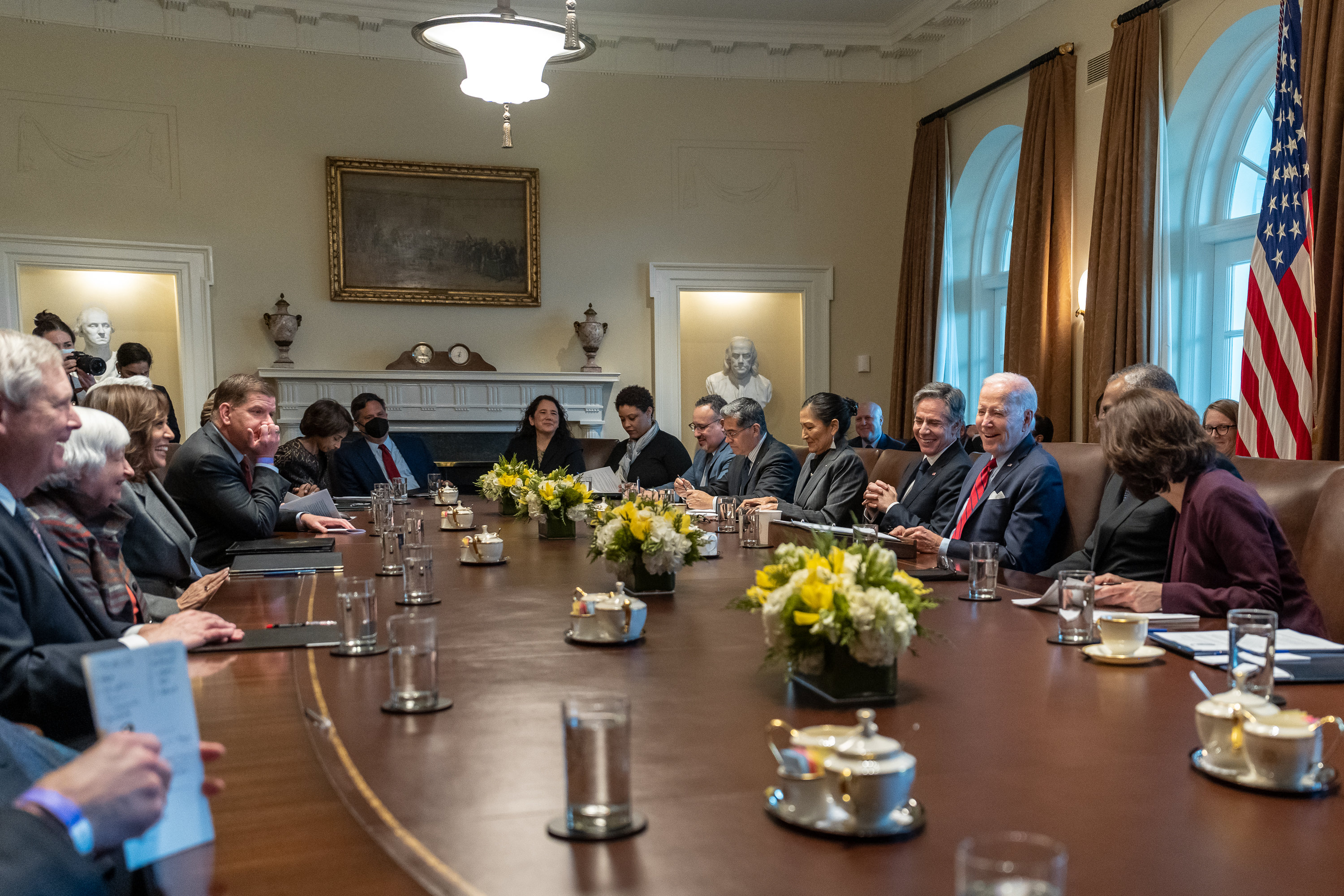
Réunion du cabinet américain sous la présidence de Joe Biden, en 2023.

Le conseil des ministres est le nom généralement donné à la réunion régulière, le plus souvent hebdomadaire, d'un gouvernement (chef du gouvernement et ministres, parfois accompagnés des secrétaires d'État). Il peut s'agir de la réunion d'une partie seulement du gouvernement.
D'autres expressions synonymes sont utilisées : cabinet (Royaume-Uni, Canada, États-Unis), réunion du gouvernement ou parfois simplement gouvernement.

## Régimes parlementaires
Dans un régime parlementaire, le chef de l'État s'efface au profit du chef du gouvernement. La présidence du Conseil est donc, de fait, assurée par ce dernier, sauf en France.

### En France

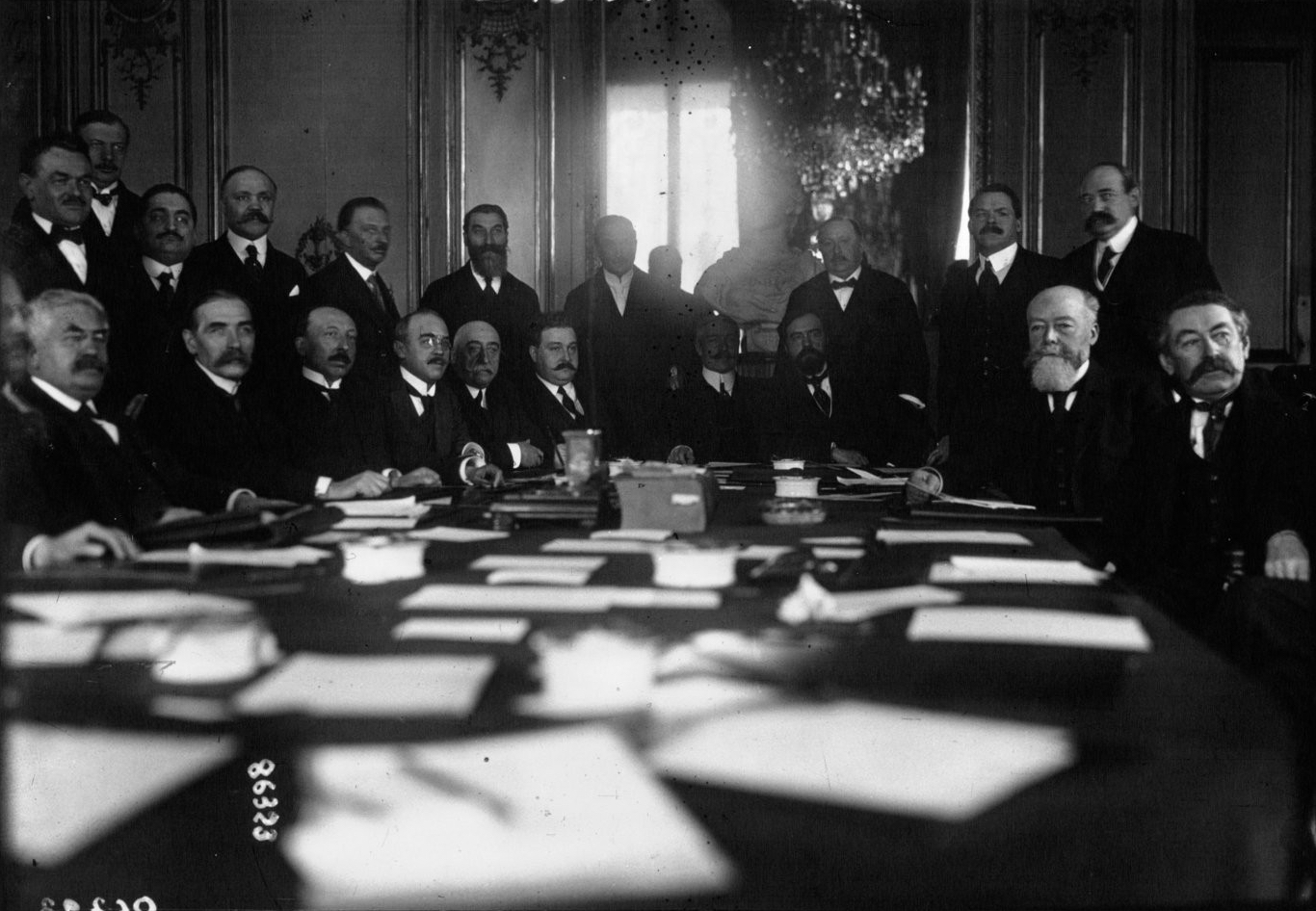
Premier conseil des ministres sous la présidence du Conseil d'Aristide Briand, en 1921.

Bien que la Ve République soit un régime parlementaire (droit de dissolution de l'Assemblée nationale et responsabilité du gouvernement), le référendum sur l'élection présidentielle au suffrage universel direct, ainsi que le fait majoritaire en faveur du président de la République au sein du Parlement (mise en jeu directe de la responsabilité du président devant les Français de par son élection et soutien parlementaire permanent en faveur du président) ont transformé le régime en régime parlementaire et présidentiel.
Le Conseil des ministres est la formation prévue par la Constitution pour l'exercice collégial de la fonction gouvernementale (principe de collégialité limité).

#### Présidence du Conseil
En France, le Conseil se réunit sous la présidence du président de la République. En cas d'empêchement de ce dernier, il peut se tenir exceptionnellement sous celle du Premier ministre, par délégation expresse et avec un ordre du jour déterminé en collaboration avec le président.
Le Conseil des ministres présidé par le chef de l'État est une institution particulière en France (en Belgique ou aux Pays-Bas par exemple, le Roi préside de jure le Conseil des ministres mais le font rarement) car le pouvoir exécutif y est bicéphale : le président de la République et le Premier ministre conservent tous deux leurs prérogatives sous la Ve République[pas clair], même si les rapports de force évoluent selon que l'on est en période normale (prédominance du président) ou en période de cohabitation (prédominance du Premier ministre).

#### Procédure
En France, le Conseil des ministres se réunit, sauf événement exceptionnel, tous les mercredis matin dans le salon Murat du palais de l'Élysée (à partir du 9 avril 2014, il se réunit dans le salon des Aides de camp, plus petit).
L'usage veut que le Premier ministre soit assis face au président de la République.
Traditionnellement, le ministre des Affaires étrangères fait un bref tour d'horizon de l'actualité internationale. Ensuite, le président de la République donne la parole aux différents ministres dont l'action est à l'ordre du jour ou qui ont à défendre un projet de loi, puis conclut le Conseil en y ajoutant éventuellement une remarque sur un sujet précis, s'il souhaite lui donner un écho particulier. Le Conseil procède aussi à des mesures d'ordre individuel (nomination ou promotion de hauts fonctionnaires tels que préfets, officiers généraux, procureurs, recteurs d'académie, les membres de la Commission des sondages, etc.). Le président signe les actes délibérés par le Conseil.
À l'issue du conseil, un communiqué officiel est publié et souvent commenté par le ministre porte-parole du gouvernement.
Au mois d'août, le Conseil prend en général trois semaines de vacances.

##### Cas particuliers
Exceptionnellement, le Conseil des ministres a lieu à Strasbourg le 7 septembre 2007, sur la volonté du chef de l'État, Nicolas Sarkozy, le porte-parole de l'Élysée, David Martinon, ayant annoncé qu'il s'agissait de « montrer qu'en France, il n'y a pas que la capitale, qu'il y a des capitales régionales et que la vie politique, économique, administrative se déploie ailleurs qu'à Paris ».
Un deuxième Conseil des ministres décentralisé s'est déroulé en Corse, à la préfecture d'Ajaccio, le 31 octobre 2007. Par ailleurs, le Conseil des ministres du 27 juillet 2011 s'est tenu dans un hôtel particulier de l'avenue de Marigny, pour cause de travaux dans le palais de l'Élysée.
Le 7 novembre 2018, lors de sa tournée en lien avec les célébrations du centenaire de la Première Guerre mondiale, Emmanuel Macron délocalise le conseil des ministres à Charleville-Mézières, dans l'hôtel de préfecture des Ardennes.

### En Belgique

#### Composition
En Belgique, le Conseil des ministres comprend le Premier ministre et quatorze ministres au plus. Les secrétaires d'État fédéraux n'en font pas partie, bien qu'ils soient compris dans le gouvernement. Le roi peut théoriquement le présider, mais la pratique est tombée en désuétude depuis 1957.

#### Rôle et compétences
Son rôle est de rendre compte de l'action gouvernementale passée, de définir celle à venir, d'établir des projets de loi, de faire des communications sur différents sujets. Il doit délibérer et décider de la politique générale. Il est également le forum où, chaque semaine, on veille à la cohésion politique au sein de la coalition gouvernementale. En effet, dès 1831, le roi présidait les Conseils des ministres. Cependant, cette fonction s'est élargie et celui qui portait le titre de « chef de cabinet » devint bientôt compétent pour proposer au roi les titulaires des portefeuilles. Ce « chef de cabinet » avait aussi pour fonction de présider en l'absence du roi. En 1918, le terme. En principe, il est présidé par le Roi. Dans la pratique, les ministres l'ont peu à peu éloigné de cette prérogative ; jusqu'à la Première Guerre mondiale, il n'existait pas de procès-verbal officiel du Conseil des ministres. Sous peine de nullité, il doit délibérer sur tous les projets d'arrêtés qui doivent, en vertu de la Constitution ou d'une loi, faire l'objet d'une délibération préalable en Conseil des ministres ; les « projets de délibérations » ayant pour but, soit d'autoriser le dépassement des crédits votés, soit de demander un visa provisoire à la Cour des comptes, soit d'imposer le visa de la Cour des comptes ; l'introduction d'un recours en annulation d'un décret communautaire ou régional, ou d'une ordonnance à la Cour constitutionnelle (anciennement appelée Cour d'arbitrage).

### Au Royaume-Uni

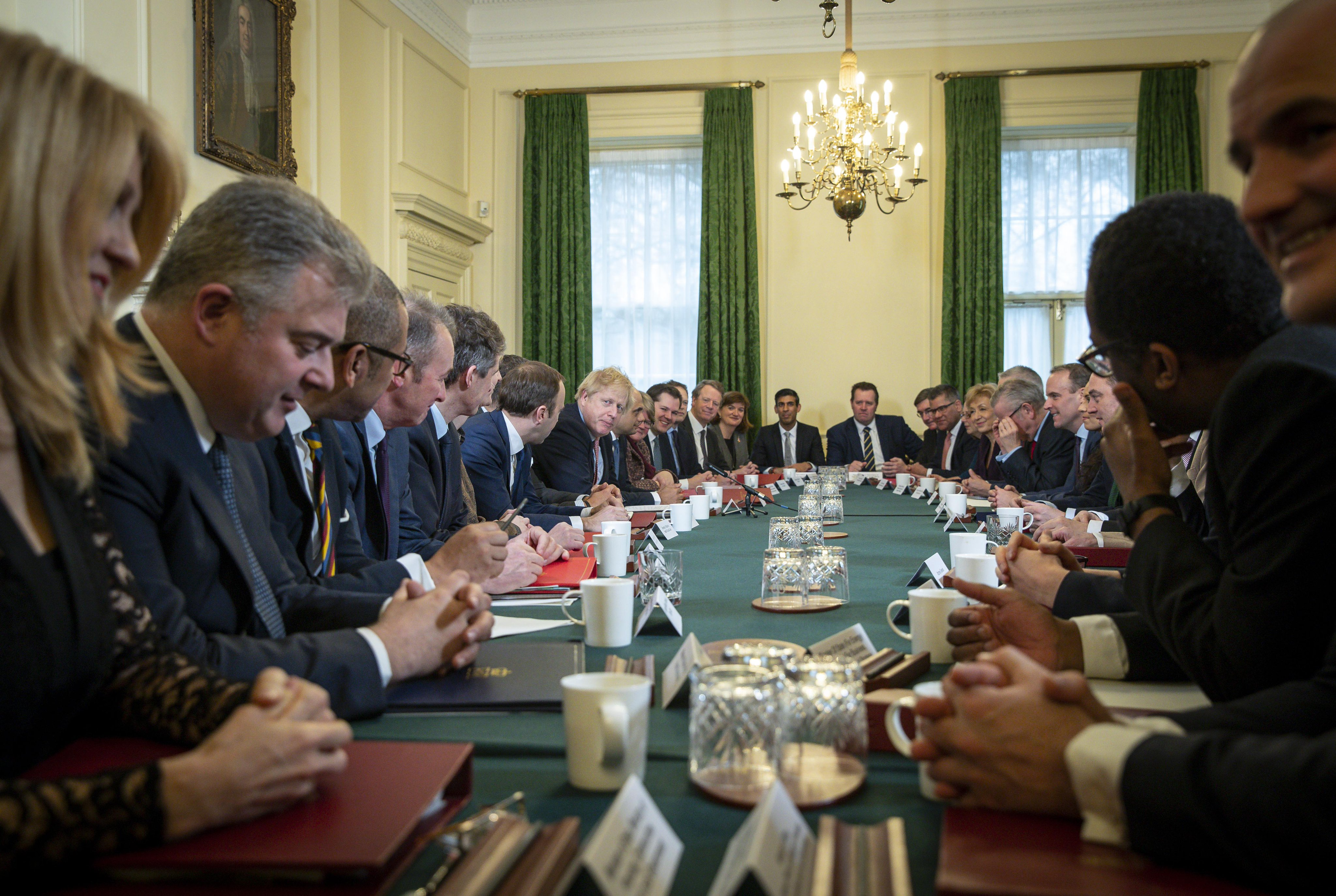
Réunion du cabinet britannique du Premier ministre Boris Johnson, le 17 décembre 2019.

La particularité du Royaume-Uni est d'avoir deux cabinets, l'un mené par le gouvernement et l'autre par l'opposition. Cette spécificité résulte du bipartisme ancien dans ce pays :
- le cabinet officiel siège au 10 Downing Street à Londres, qui devient la résidence officielle du Premier ministre.

- le cabinet fantôme est celui de l'opposition officielle. Sa composition et son fonctionnement sont rigoureusement identiques à ceux du cabinet officiel. Généralement, ils débattent des mêmes projets de loi et déclarent ce qu'ils auraient fait à la place du cabinet officiel.

### Aux Pays-Bas

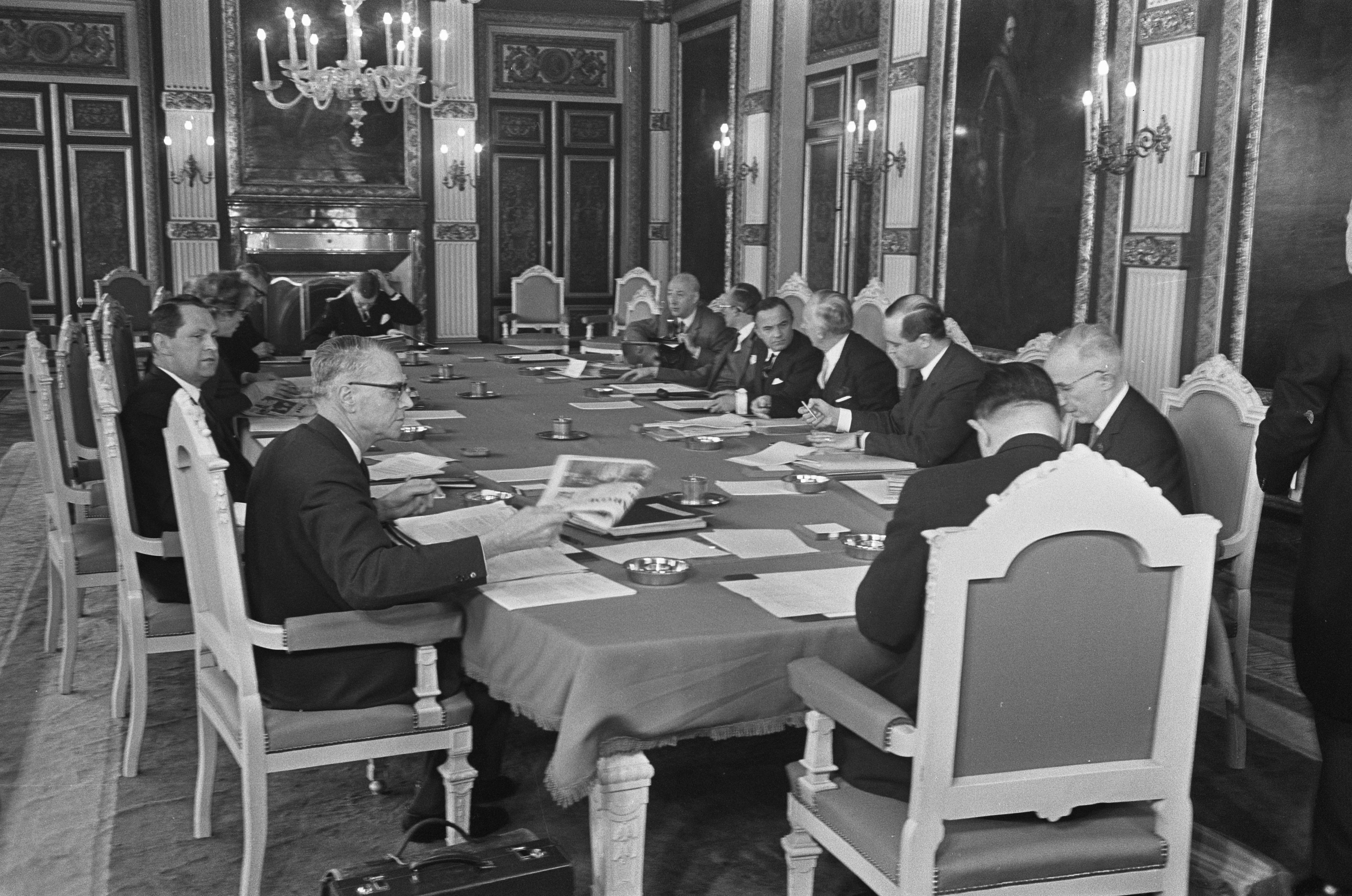
Premier conseil des ministres sous le cabinet de Piet de Jong, le 7 avril 1967.

Aux Pays-Bas, le cabinet est officiellement composé du monarque et de ses ministres, dont le Premier ministre. Le titre de chef de gouvernement (en néerlandais : regeringsleider) est détenu de jure par le monarque mais de facto par le Premier ministre.
La réunion hebdomadaire du cabinet, connue sous le nom de conseil des ministres des Pays-Bas (en néerlandais : ministerraad), le vendredi à la Binnenhof de La Haye, se fait habituellement sans le monarque. Depuis 2021, sur proposition du Premier ministre Mark Rutte, l'agenda et la liste de décisions prises est systématiquement rendue publique. Le conseil des ministres du Royaume des Pays-Bas (en néerlandais : rijksministerraad) diffère du conseil des ministres hebdomadaire, accueillant les représentants à La Haye des États autonomes d'Aruba, de Curaçao et de Saint-Martin.

### En Espagne

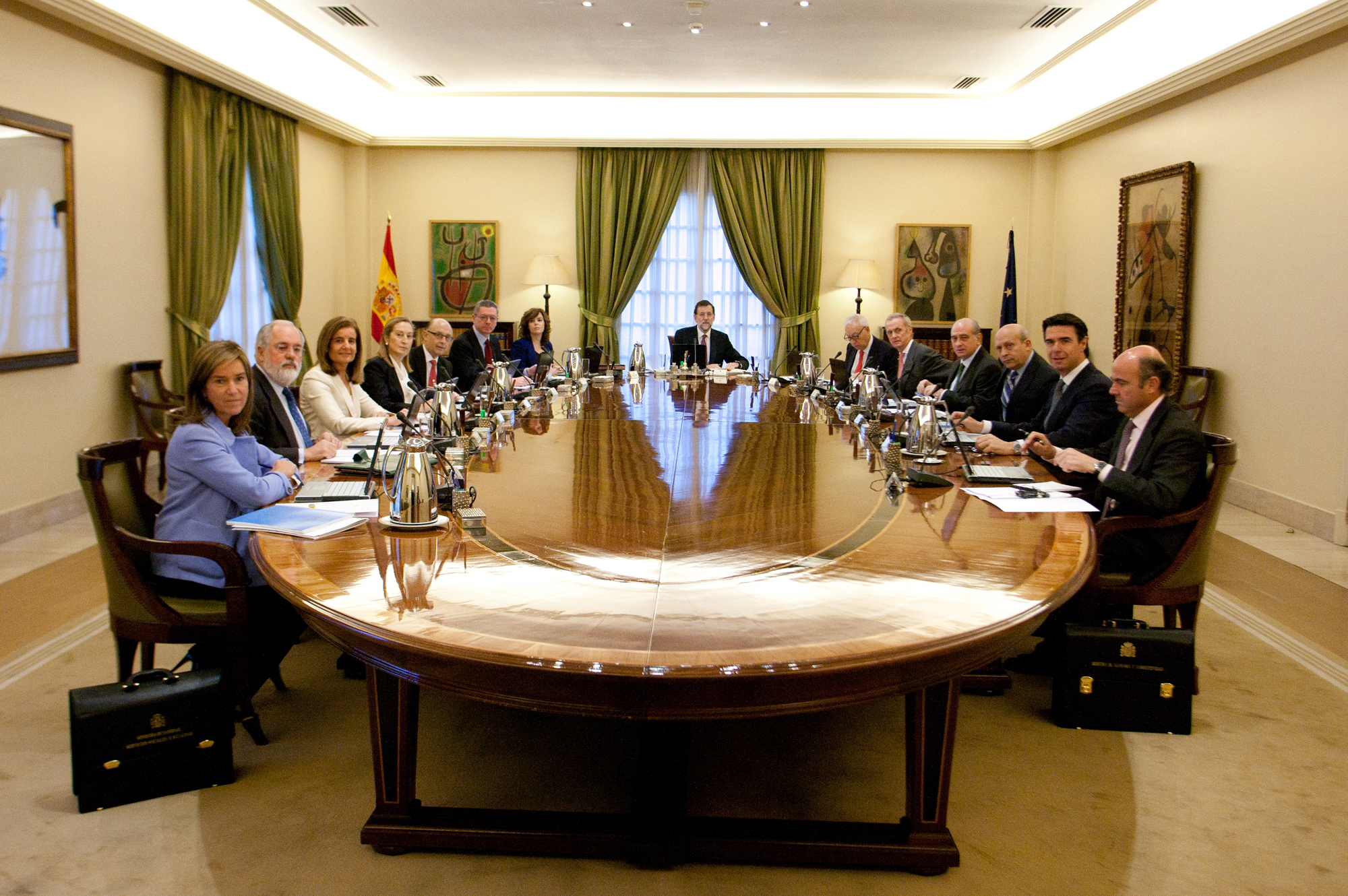
Conseil des ministres du gouvernement espagnol, en 2011.

En Espagne, le Conseil des ministres (en espagnol : Consejo de Ministros) se réunit le vendredi, au palais de La Moncloa. Les séances sont présidées par le président du gouvernement, le ministre de la Présidence agissant en tant que secrétaire. Après chaque réunion, le porte-parole du gouvernement fait un compte-rendu des principales mesures.

## Régimes présidentiels
Dans un régime présidentiel, au contraire, il n'y a pas de chef de gouvernement. Ses fonctions sont assurées par le chef de l'État, qui préside le Conseil.

### Aux États-Unis
Le cabinet américain est une institution ancienne de l'État fédéral, puisque sa formation remonte au premier président, George Washington, qui avait nommé quatre personnes pour l'assister.
Depuis la présidence de Franklin Delano Roosevelt, cependant, le Cabinet a perdu de son influence, au profit du Bureau exécutif du président des États-Unis et du Conseil de sécurité nationale.

## Autres cas

### Pour l'Union européenne
Le Conseil des ministres est le nom officieux du Conseil de l'Union européenne.

### En ex-Union soviétique
Dans l'Union des républiques socialistes soviétiques (URSS), le Conseil des ministres détenait théoriquement le pouvoir exécutif, en réalité aux mains du Secrétaire général du PCUS. Le Conseil était composé de ministres industriels, de présidents de divers comités d'État, et de présidents d'agences avec statut ministériel. Ce comité était au sommet d’une vaste administration économique, comprenant l'appareil de planification d'État, les ministères industriels, les trusts (niveau intermédiaire entre les ministères et les entreprises), et finalement les entreprises d'État. Le Conseil des ministres élaborait ses directives et les envoyait au Gosplan, qui rassemblait les données sur le Plan.